# La fille sur le pont
La fille sur le pont é um filme francês de 1999 filmado em preto e branco dirigido por Patrice Leconte, com Daniel Auteuil e Vanessa Paradis no elenco.

## Elenco
| Ator                 | Papel |
| -------------------- | ----- |
| Vanessa Paradis      | Adèle |
| Daniel Auteuil       | Gabor |
| Jean-Pierre Marielle | Takis |
| Catherine Lascault   | Irène |
| Bertie Cortez        | Kusak |

## Trilha sonora
- I'm Sorry - Brenda Lee
- Sing, Sing, Sing - Benny Goodman
- Bugle Call Rag - Benny Goodman
- Quien sera - Noro Morales
- Perfume de gardenias - Noro Morales
- Malditos celos - Noro Morales
- Festival in Valencia - Charles Smitton
- Who Will Take My Dreams Away? - Marianne Faithfull
- Goodbye - Benny Goodman
- Swinging Sleigh Bells - Arnold Loxam
- Romagna mia - Orchestra Secondo Casadei
- Sangue romagnolo - Orchestra Secondo Casadei
- Firenze sogna - Carlo Buti
- Per Domenico Morelli - Banda Ionico
- Marcia funebre - Banda Ionico
- Corcal - Calicanto
- Hicaz oyun havasi - Istanbul Oriental Ensemble
- Lavrio - Evangelos Korakakis
- Nova Zagora - Part II - L'Attirail
- Tombola Music
- Jone -  Banda Ionico
- Fiabe del bosco - Marcello Colasurdo
- Ghandura - Kunsertu
- Zurna Improvisation -  Hüseyin Turkmenler, Günay Turkmenler
- Moustahil - Natacha Atlas
- Sur le pont, impro jazz - Ronald Alphonse, Olivier Defays, Kelly Keto, Thierry Nago
- Land der Berge, Land am Strome - Austrian National Anthem - Wolfgang Amadeus Mozart

## Prêmios e indicações

### Prêmios
- César de melhor ator para Daniel Auteuil.
- Prêmio de melhor ator no Fesrival de San Jordi para Daniel Auteuil.
- Prêmio do público no festival de Cinemania de Montréal.
- Prêmio Don Quijotte no Festival de Karlovy Vary.
- Prêmio de melhor filme estrangeiro no Las Vegas Film Critics Society.

### Indicações
- César de melhor filme, melhor diretor  (Patrice Leconte), melhor atriz (Vanessa Paradis), melhor fotografia (Jean-Marie Dreujou),  melhor montagem  (Joëlle Hache),  melhor cenário (Serge Frydman), melhor som (Paul Lainé e Dominique Hennequin).
- Golden Globe Awards de melhor filme estrangeiro
- BAFTA Awards de melhor filme estrangeiro.
- Robert Festival de Copenhague de melhor filme estrangeiro.
- Crystal Globe de melhor diretor.